# بویانا نواکویچ
بویانا نواکویچ (سیریلیک صربی: Бојана Новаковић؛ ‏ صربی لاتین: Bojana Novaković؛ ‏زاده ۱۷ نوامبر ۱۹۸۱) بازیگر صربستانی-استرالیایی است. وی زادهٔ بلگراد است و در سن ۷ سالگی با خانواده‌اش به استرالیا مهاجرت کرد.
از فیلم‌های معروف او می‌توان به بازی در فیلم لبه تاریکی، ماسک میمون، نسل ام اشاره کرد.
و…
اشاره کرد.